# بيانكو
بيانكو هي بلدة تقع في مقاطعة ريدجو كالابريا في  جنوب إيطاليا وتقع على شاطئ البحر وتعدّ منطقة سياحية مهمة لاحتوائها على آثار رومانية.

## السكان
في سنة 1861 بلغ عدد السكان 1٬791 نسمة، وتطور العدد ليصل في سنة 2011 لـ 4٬125 نسمة.
يظهر هذا المخطط البياني تطور النمو السكاني لـ بيانكو